# 稲森ケイト
稲森 ケイト（いなもり けいと、1986年5月27日 - ）は、日本のAV女優、スカトロジスト。愛知県出身。

## 略歴
2006年に「桜木りん（さくらぎ りん）」としてAVデビュー。
2007年に「稲森ケイト」に改名。
2008年からはスカトロ女優として活躍し、浣腸や脱糞も披露していた。
経験人数は2009年の時点で100人以上であることを明かしている。

## 出演

### 桜木りん 名義
2006年
- 潮吹き女子校生10連発 12（1月7日、クリスタル映像）
- 痴女っちゃおっかな 4（1月28日、クリスタル映像）
- キャバナン・ゲット 4（2月3日、グローリークエスト）
- 集団女子校生痴女 卒業バス旅行編（3月24日、メディアステーション）
- Mini-Gal（6月23日、クリスタル映像）
- CELEB VOL.2（7月20日、ゲインコーポレーション）
- 日替わり妻 一週間（8月18日、クリスタル映像）
- HC [人妻ハードコア] Diva 02（9月30日、ゲインコーポレーション）
- 本物名古屋嬢たちと生中出しで乱交しちゃいました!!（10月5日、ジャネス）
- 人妻絶頂志願（11月2日、UNDERBAR）
- 主婦の妄欲（12月2日、ゴロォー） ※「モモカ」名義
- エロボディDANCE 2（12月5日、ジャネス）

2007年
- パンストドキュメント 1（1月5日、ジャネス）
- 衝撃の腰づかいでペニバンレズFUCK!（2月8日、ディープス）
- ふたなりレズ 7（2月15日、イマージュ）
- 不器用な性 01（4月2日、ゴロォー）オムニバス作品

2008年
- 素人ハメ撮りの記録 1（8月19日、マキシモ）

### 稲森ケイト 名義
2007年
- 大家さんゆるして 女子大生編（5月19日、ハッスルマニア）オムニバス作品
- 若妻リアル 第二弾（6月23日、JFC）
- 一度は行きたい! 最高級ソープランド 2（7月5日、V&Rプロダクツ）オムニバス作品
- OH!My援助（7月7日、Bスクエア）
- 猥乳ぐちゃ嬲り（7月11日、メガハーツ）※「稲森ケイ」名義
- 入院したら男は僕一人ぼっちだった…。 2（7月19日、アキノリ）
- 渋谷系エロカワギャルが黒人ハードファック×生中出し!（7月20日、ネクストイレブン）
- 癒しのおちち Vol.4（8月10日、テイクワン）
- 桃乳ボインちゃん 潮吹き中出し（8月10日、ピインクモンキー）※「稲森ケイ」名義
- 狙われた人妻 無理やり犯される5人の人妻たち 第2章（8月11日、隼エージェンシー）オムニバス作品
- ホテルウーマン屈辱のルームサービス（8月11日、Sinper）オムニバス作品
- 犯られた人妻たち 第8章 中出しされる5人の人妻（8月17日、Nadeshiko）
- ×××××! [ファイブエックス] 松山 完全素人編（9月1日、シャイ企画）
- オナニスト 第十八章（9月8日、隼エージェンシー）
- BAKUNYU PANSTO.10（9月10日、ケー・トライブ）
- 中出しされた人妻たち 第6章（9月19日、ミスター・インパクト）
- 何も知らない乙女たち（11月28日、エイチエス映像） ※「あゆみ」名義
- 極上素人猥褻（12月19日、エイチエス映像）

2008年
- 巨乳スイミングスクール PART.4（1月17日、V&Rプロダクツ）
- 童貞ペニ鯨団 ちょっと待った〜!僕の童貞奪って下さい（2月7日、SODクリエイト）
- 全裸系巨乳水泳部 チチショー（3月7日、プレミアム）
- 尻伝説（3月25日、実録出版）
- 羞恥! 強制・浣腸して○○やって来て!（4月4日、サディスティックヴィレッジ）
- 痴虐レズビアンボンテージ 2（4月19日、スタイルアート）
- 接吻汁レズ 4（5月5日、ジャネス）共演:加瀬あゆむ
- M女覚醒レズ奴隷調教 絶対服従性的主従物語 2（5月15日、ジャネス）
- アイドル女子校生たちが口コミで通うマッサージ店（5月17日、本物リアル）オムニバス作品
- デカマラ好きやねん（5月19日、ドグマ）
- エロカッコイイ女のクィーン×クィーン×M女レイプ!! 2（5月19日、スタイルアート）
- 人妻レイプ4時間 3 犯られまくる9人の人妻たち（5月23日、Nadeshiko）
- 突然JKに濃厚接吻手コキされ亀頭をいじめられる男たち（6月7日、性癖組）
- 巨乳天国おっぱいパブ 2（6月19日、ROCKET）
- 尾行レイプ 狙われた女達（6月19日、ヒビノ）…オムニバス作品
- 闇営業中のフル勃起エステ 2（6月20日、ホットエンターテイメント）
- 犯される美しき少女たち 6（6月28日、あけぼの映像）
- グラドル美少女　猥褻アロマオイルエステ盗撮 1（7月5日、本物リアル）オムニバス作品
- 姉妹陵辱浣腸羞恥責め（7月17日、ヒビノ）
- ワザと勃起させてリクエスト職場で見せつけられて発情する働く女達（7月17日、DANDY）オムニバス作品
- エッチなお姉さんに誘われて 30（7月25日、クリスタル映像）
- レズマンズリ相互オナニー（8月5日、ジャネス）オムニバス作品
- 手コキ美女（8月8日、クリスタル映像）
- 官能小説朗読オナニ～ 3（8月19日、イエロー）
- 美ギャル 羞恥アナル覚醒（9月15日、スターパラダイス）
- 巨乳制服コギャルズ学園 2（9月19日、イエロー）
- ハメっ娘組　Vol.3（10月8日、BUMPエンターテイメント）オムンバス作品
- 突然背後から美少女に手コかれちゃった僕。（10月13日、アロマ企画）
- 手コキでベロちゅ～ 4（10月19日、イエロー）
- 虐待アナル奴隷 大量浣腸責め 8 （11月1日、CORE）
- エッチな純女お姉さんと僕の女装レズ Act.4（11月5日、未来・フューチャー）
- 巨乳天国 混浴露天風呂 3（11月6日、ROCKET）オムニバス作品
- 僕の体を石鹸で泡だらけにして洗ってください。（11月7日、OFFICE K'S）
- 人妻の履歴書 第5章 狙われている12人の人妻たち（11月8日、隼エージェンシー）
- エロ美少女に一日中抜かれ続けてみませんか 強制連続抜き地獄（11月13日、アロマ企画）
- オグ○オ潮○玲子 激似素人AV（11月15日、エイチエス映像） ※「Eriko」名義
- 巨乳コギャルズパイパン学園（11月19日、イエロー）
- 巨乳ギャルナンパ in渋谷（11月19日、ソッルトペッパー）
- GALCIR 3（11月22日、アイデアポケット）
- デカ尻JKのピストン騎乗位DX（11月22日、アロマ企画）
- お姉さん2人に金○に溜まってるザー汁を手コキで搾り採られた（11月25日、ジャネス）
- 女子校生の生綿パンティの脇からチ○ポ差し込んでそのまま発射 2（11月25日、アロマ企画）
- 緊縛イラマチオ2 10人の口便器女（12月1日、CORE）
- 神技!! 天狗亜苦滅 第六章（12月2日、MAD）
- お得意様接待 THE INTERNATIONAL デカチ○ポ はじめての王様ゲーム これがジャパニーズ宴会ゲーム＋大乱交　SP（12月4日、ROCKET）
- キレイなお姉さんのワキコキ（12月5日、OFFICE K'S）
- ディルドにまたがる女優たち 2（12月13日、アロマ企画）
- 強制レイプマニアックス 19（12月19日、VIP）
- kira☆kira 2周年特別企画 DANCING15GALS☆大乱交レイブ（12月19日、kira☆kira）

2009年
- お尻の穴 01（1月1日、カルマ）
- FELLATIO FESTIVAL 12（1月1日、アイデアポケット）
- 超淫尻（1月8日、アキノリ）
- レイプ中出し 巨乳編（1月15日、隼エージェンシー）
- 初脱糞73cm極めグソ（1月25日、オペラ）
- ミストレス レズ ～恥辱のボンテージ～（1月25日、未来・フューチャー）
- 高級ソープへいらっしゃい 21（1月30日、クリスタル映像）
- ROCKET 1周年記念作品 ロケットおっぱい20人 マイクロビキニでドキッ! 巨乳だらけの水泳大会（2月5日、ROCKET）
- 巨尻なお姉さんに溜まったチ●ポ汁搾り採られちゃった!（2月5日、ジャネス）
- 脱ぎたてホクホク　パンティ～ ー手コキ&フェラ 3（2月19日、イエロー）
- ロリフェラ嬲り（2月20日、レアル・ワークス）
- マイクロビキニでドキッ!巨乳だらけの水泳大会の裏舞台でエッチな女優さんたちとお仕事抜きでセックスできるのか!?（3月5日、ROCKET）
- 突然パンチラで挑発されてこっそりシゴいちゃった僕。 その2（3月13日、アロマ企画）
- ちんぐり返しアナル舐め手コキ2（3月19日、イエロー）
- 陵辱！THE 黒人ハウス（4月4日 サディスティックヴィレッジ）
- 痴脚責め（4月5日、フリーダム）
- 極悪放尿女子校生 顔騎圧迫（4月5日、フリーダム）
- 完全主観 羞恥生活（4月5日、フリーダム）
- フェラコレ2009春SP　30人のフェラジェンヌ（4月15日 隼エージェンシー）
- 絶対的フェティシズム 超腋美人（4月18日 アキノリ）
- 乳首をいじられて感じちゃった私。 敏感美少女編（4月25日、アロマ企画）
- 美少女の足裏 12（5月5日、フリーダム）

2010年
- OPERA 2009年全20タイトル上半期BEST 8時間2枚組 （6月25日、オペラ）

2011年
- 超人気女優・超ボリューム・超ハード2穴FUCK150作品16時間 （1月19日、ROOKIE]）
- 排泄まる見え！脱糞BEST オペラ女優の脱糞シーン全部見せます!（2月7日、オペラ）